# Mitrephora heyneana
Mitrephora heyneana là loài thực vật có hoa thuộc họ Na. Loài này được (Hook.f. & Thomson) Thwaites mô tả khoa học đầu tiên năm 1858.